# Мала Стара Вас
Мала Стара Вас (словен. Mala Stara vas) — поселення в общині Гросуплє, Осреднєсловенський регіон, Словенія. Висота над рівнем моря: 362,7 м.